# José Ronaldo Aragão
José Ronaldo Aragão (Santa Cruz do Capibaribe, 18 de dezembro de 1945 – Porto Velho, 15 de maio de 1995) foi um médico, empresário e político brasileiro que foi senador por Rondônia.

## Dados biográficos
Filho de Rodolfo Francelino Aragão e de Teodora Florêncio Aragão. Formado em Medicina em 1974 pela Universidade Federal de Pernambuco foi médico do atual Instituto Nacional do Seguro Social (INSS) no Paraná em 1975 mudando-se para Mundo Novo e Cacoal nos anos seguintes. Com a passagem de Rondônia a estado filiou-se ao PMDB e foi eleito deputado estadual em 1982 e senador em 1986, participando da Assembleia Nacional Constituinte responsável pela Constituição de 1988.
Na sessão de julgamento do impeachment do presidente Fernando Collor no Senado Federal em 29 de dezembro de 1992 votou pela condenação embora tenha desistido da reeleição após ser implicado nas investigações da Máfia do Orçamento em 1993. Faleceu vítima de parada cardíaca.